# Горка поцелуев (Таллин)
Ви́румяги (эст. Virumägi), также Му́зумяги (эст. Musumägi) и Го́рка поцелу́ев — парк Таллина, столицы Эстонии. Расположен у Вируских ворот, между улицами Валли, Виру и Пярнуским шоссе. Площадь парка — 0,5502 га.

## История
Парк устроен на части бывшего земляного укрепления у Вируских ворот («Высокий бастион»), в соответствии с составленным в 1876 году планом озеленения города при участии выдающегося ландшафтного архитектора Георга Куфальдта. Открытие парка состоялось в 1898 году.
Авторство садового павильона в парке принадлежит архитектору Николаю Тамму (старшему).
Для подъема в парк были сооружены каменные лестницы, со стороны улицы Валли устроен фонтан.
Во время боев лета 1941 года упавшая авиабомба частично разрушила Вируские ворота, в парке захоронили нескольких погибших в боях солдат немецкой армии. В годы войны был утрачен фонтан, его металлическая скульптура ушла в переплавку.
В 1947 году у парка сооружен фонтан «Мальчики и рыба» (скульптор Вольдемар Меллик). У подъёма со стороны улицы Валли была открыта республиканская «Доска почёта».
Парк Вирумяги является природоохранным объектом.

### Названия
В течение многих лет парк имел разные официальные названия:
- с 24 мая 1939 года по 7 июля 1966 года — Вирумяги, (во время немецкой оккупации — нем. Lehmpfortenanlage);
- с 7 июля 1966 года по 15 мая 1989 года — Горка Ви́ру (эст. Viru mägi);
- с 16 мая 1989 года по 11 декабря 2001 года —  Горка Вирувя́рава (эст. Viruvärava mägi).

Решением Таллинской горуправы от 12 декабря 2001 года парку вернули историческое название Вирумяги — как основное, и дали название Музумяги как дополнительное.
В русскоязычных медиа встречаются такие произвольные переводы названия парка, как Мусимяги и Поцелуева Горка.

## Достопримечательности
В 2007 году на горке установлены две скульптуры — «Миг до поцелуя» и «Миг после поцелуя» (скульптор Тауно Кангро). 